# Алексеев, Андрей Сергеевич
Андрей Сергеевич Алексеев (род. 1 марта 1995, Москва) — российский хоккеист, нападающий. Мастер спорта России (2025).

## Биография
Хоккеем начал заниматься в четыре года в ДЮСШ «Марьино», первый тренер — Анатолий Заплаткин. В 2005 году перешёл в СДЮШОР имени Чернышёва «Динамо» Москва. Признан лучшим нападающим среди игроков 1995 года рождения в Открытом чемпионате Москвы (2010/11). 26 мая 2012 года был выбран «Динамо» на драфте юниоров КХЛ во 2 раунде под 34-м общим номером. В сезонах 2012/13 — 2013/14 играл в хоккейной лиге Онтарио за клуб «Сагино Спирит». Вернувшись в Россию, выступал за «Динамо» Балашиха в ВХЛ и ХК МВД Балашиха в МХЛ. 26 декабря 2014 года в гостевой игре против «Торпедо» (1:2Б) дебютировал в КХЛ. 11 мая 2021 года был обменян в «Амур» на денежную компенсацию. 28 декабря 2022 года клуб расторг контракт. До конца сезона Алексеев провёл 9 матчей за «Металлург» Новокузнецк в ВХЛ. Летом 2023 года проходил просмотр в «Ладе», возращавшейся в КХЛ, но перешёл в клуб ВХЛ «Рубин» Тюмень.
Чемпион хоккейного турнира зимней Универсиады 2017. Третий призёр чемпионата России 2015, 2020. Чемпион ВХЛ и обладатель Кубка Братины 2017.
Участник юниорского чемпионата мира 2013.